# Mettlach
Mettlach (en sarrois : Mettlich) est une commune allemande du Land de Sarre, arrondissement de Merzig-Wadern. Elle est le siège de la faiencerie  Villeroy & Boch qui occupe l'ancienne abbaye dont la façade baroque orne la rive droite de la Sarre, au débouché de la boucle de la Sarre.

## Quartiers de la commune
- Bethingen
- Dreisbach
- Faha
- Keuchingen
- Mettlach
- Nohn
- Orscholz
- Saarhölzbach
- Tünsdorf
- Wehingen
- Weiten

## arrondissement de Merzig-Wadern

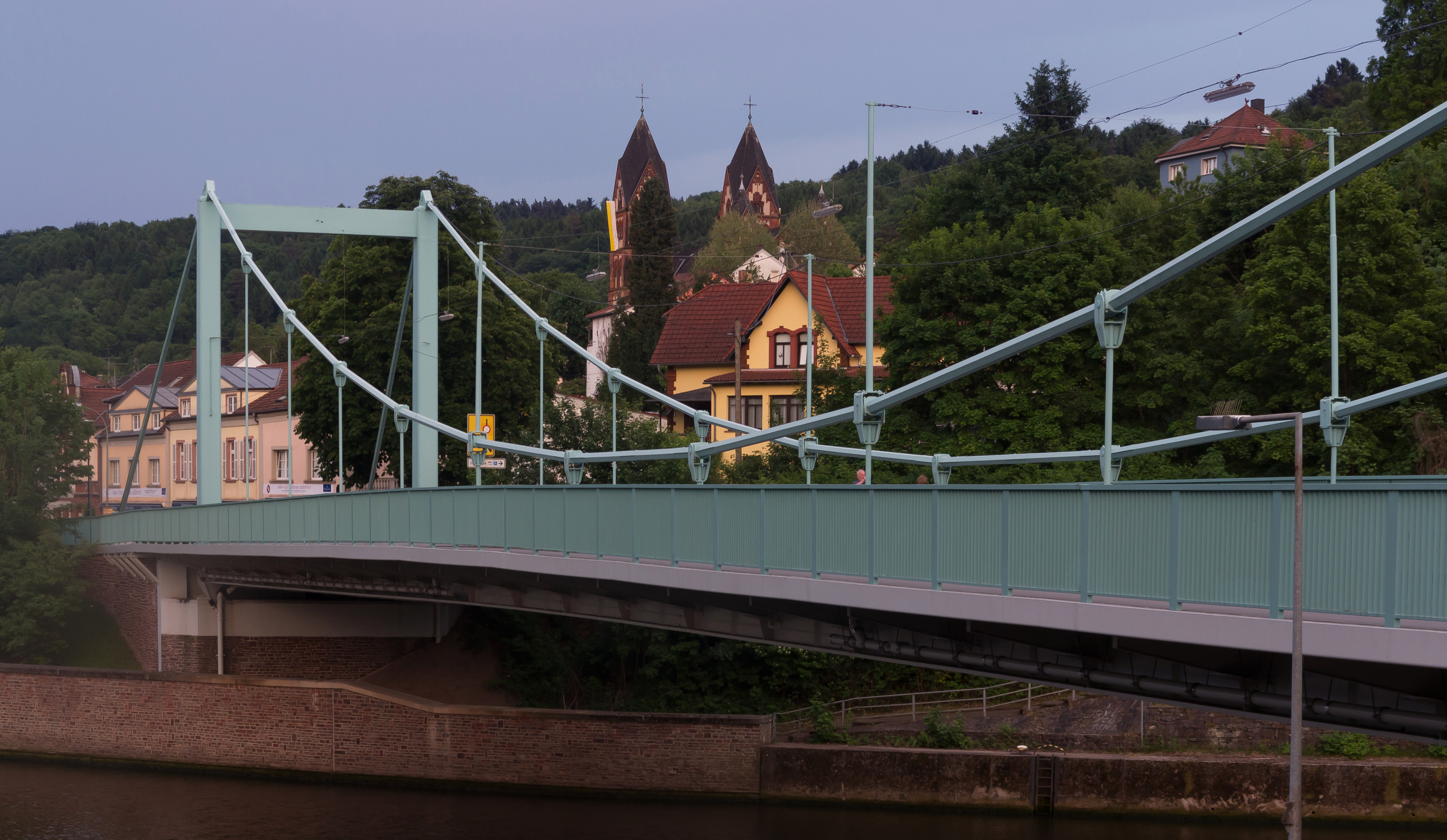
Le pont sur la Sarre avec l'église (Kirche Sankt Lutwinus) en arrière plan
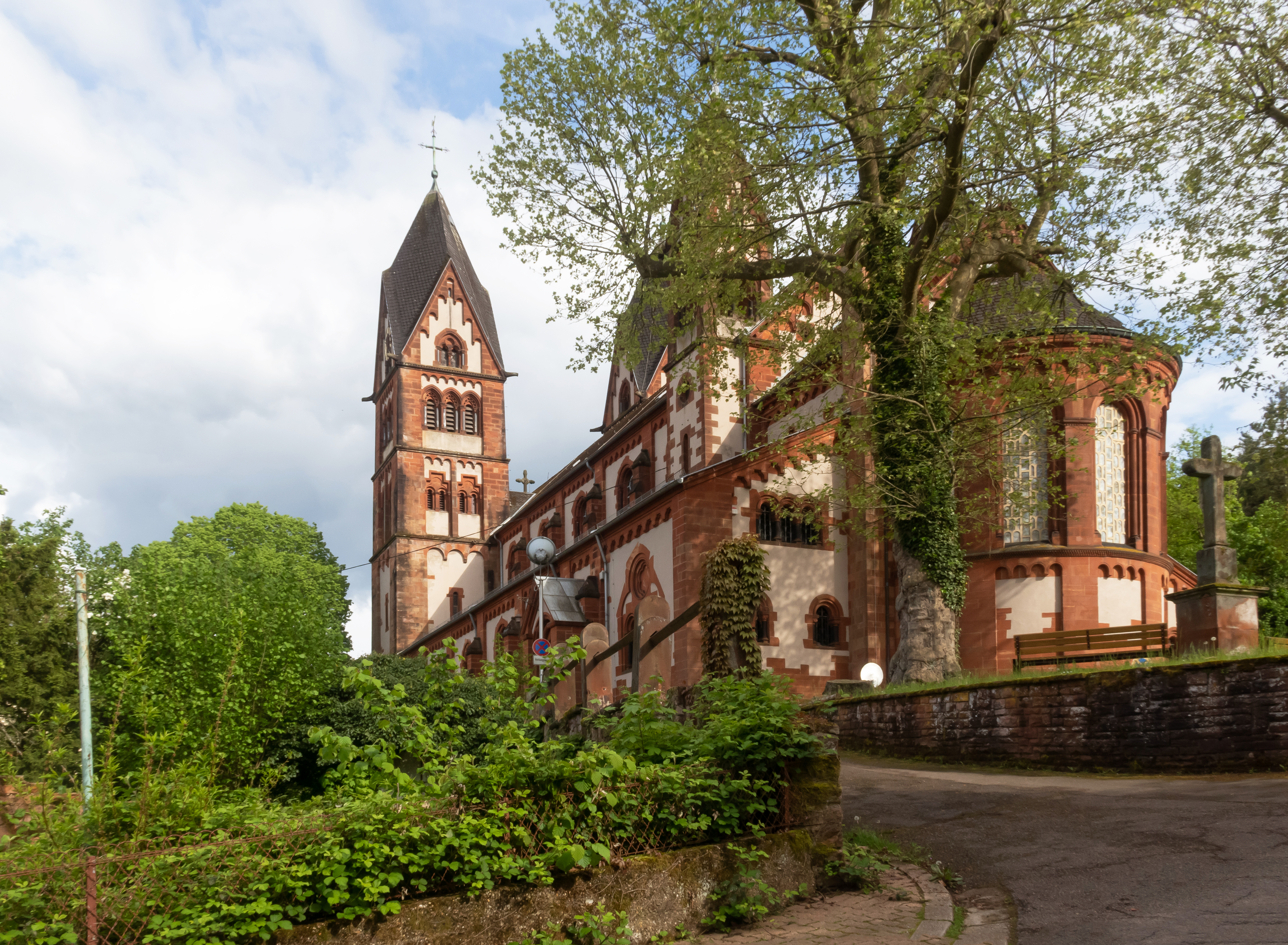
L'église: Sankt Ludwinuskirche
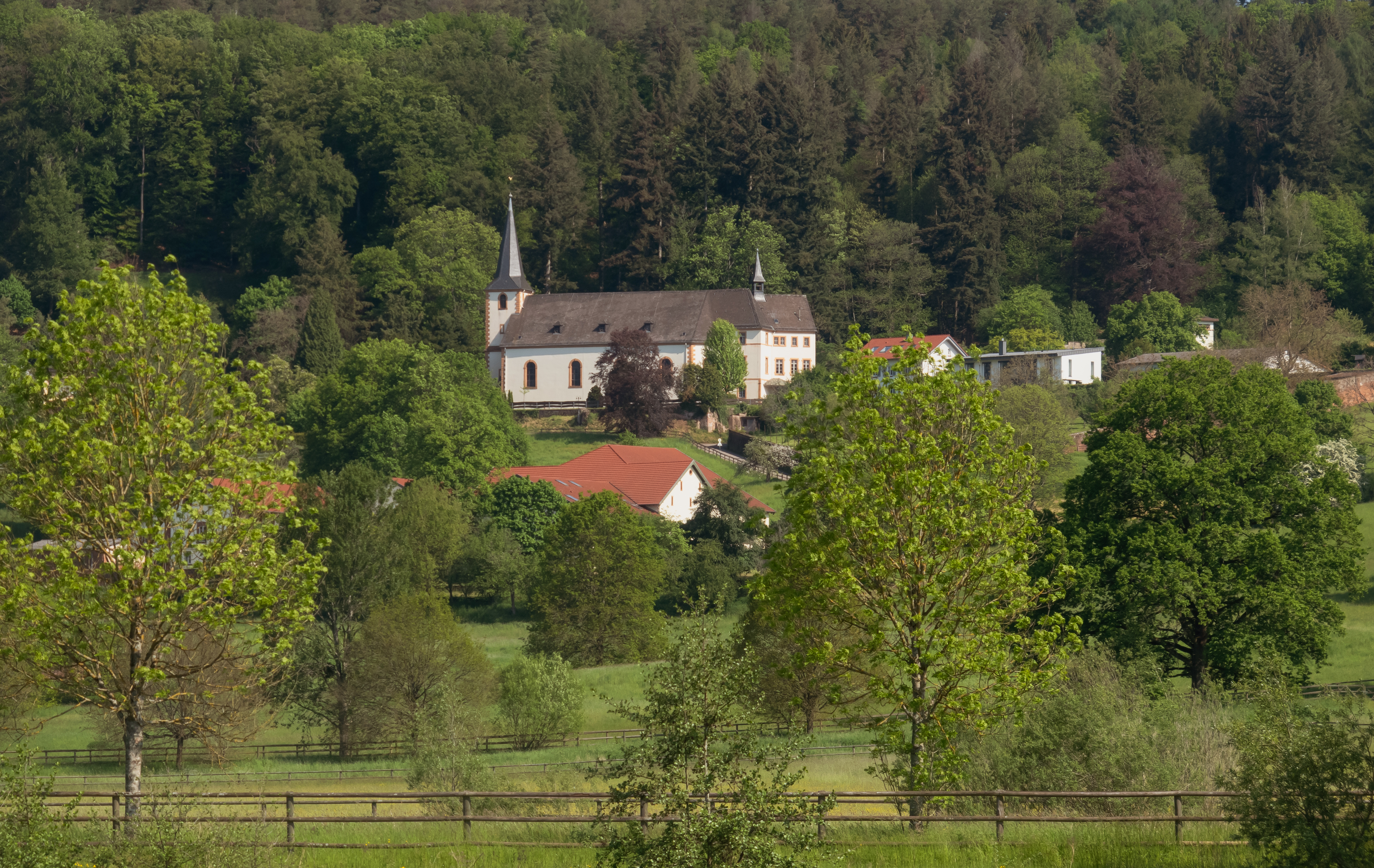
L'église: Kirche Sankt Gangolf
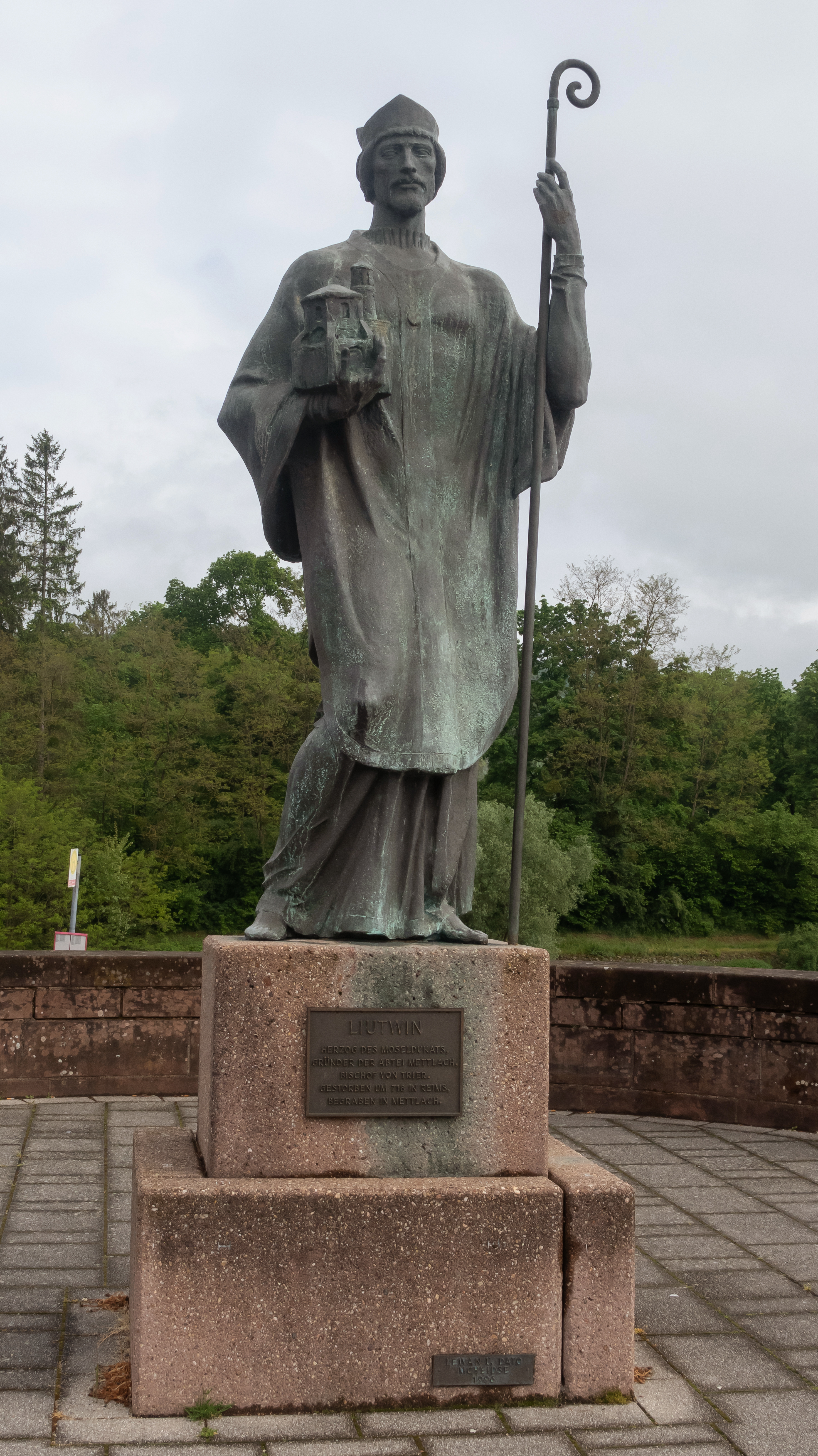
La statue de l'évêque Liutwin
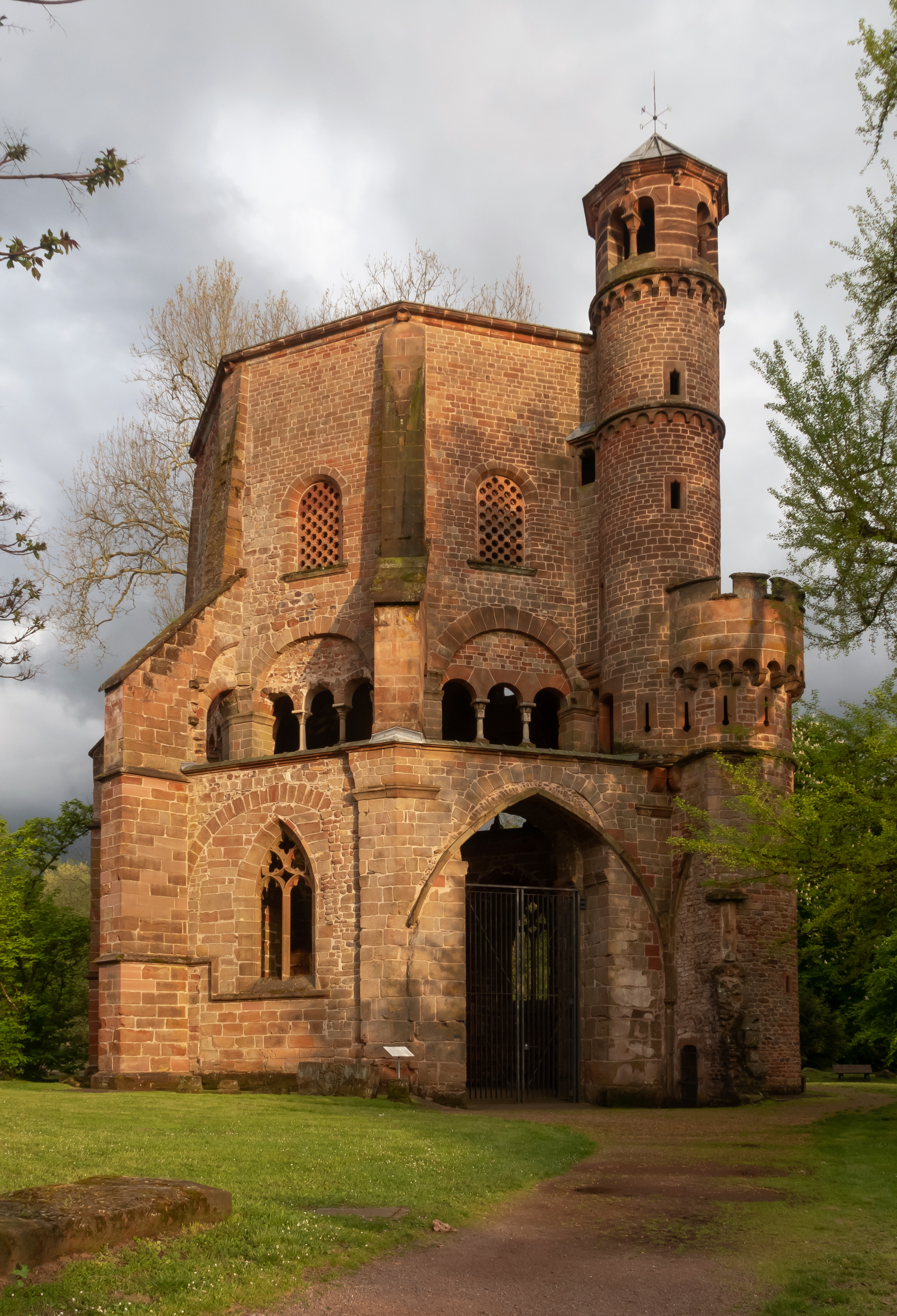
La tour: Alter Turm
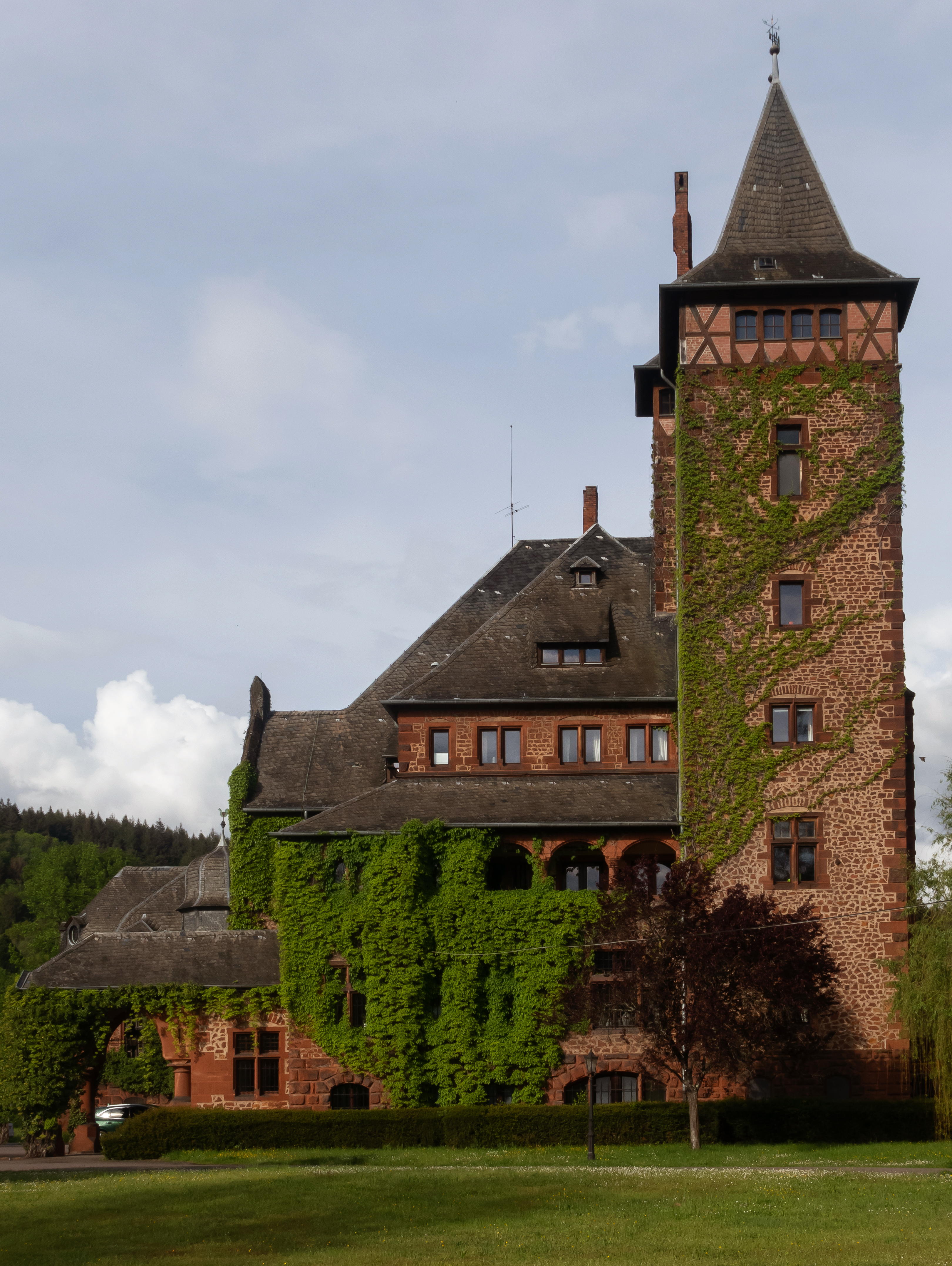
Gastehaus Saareck
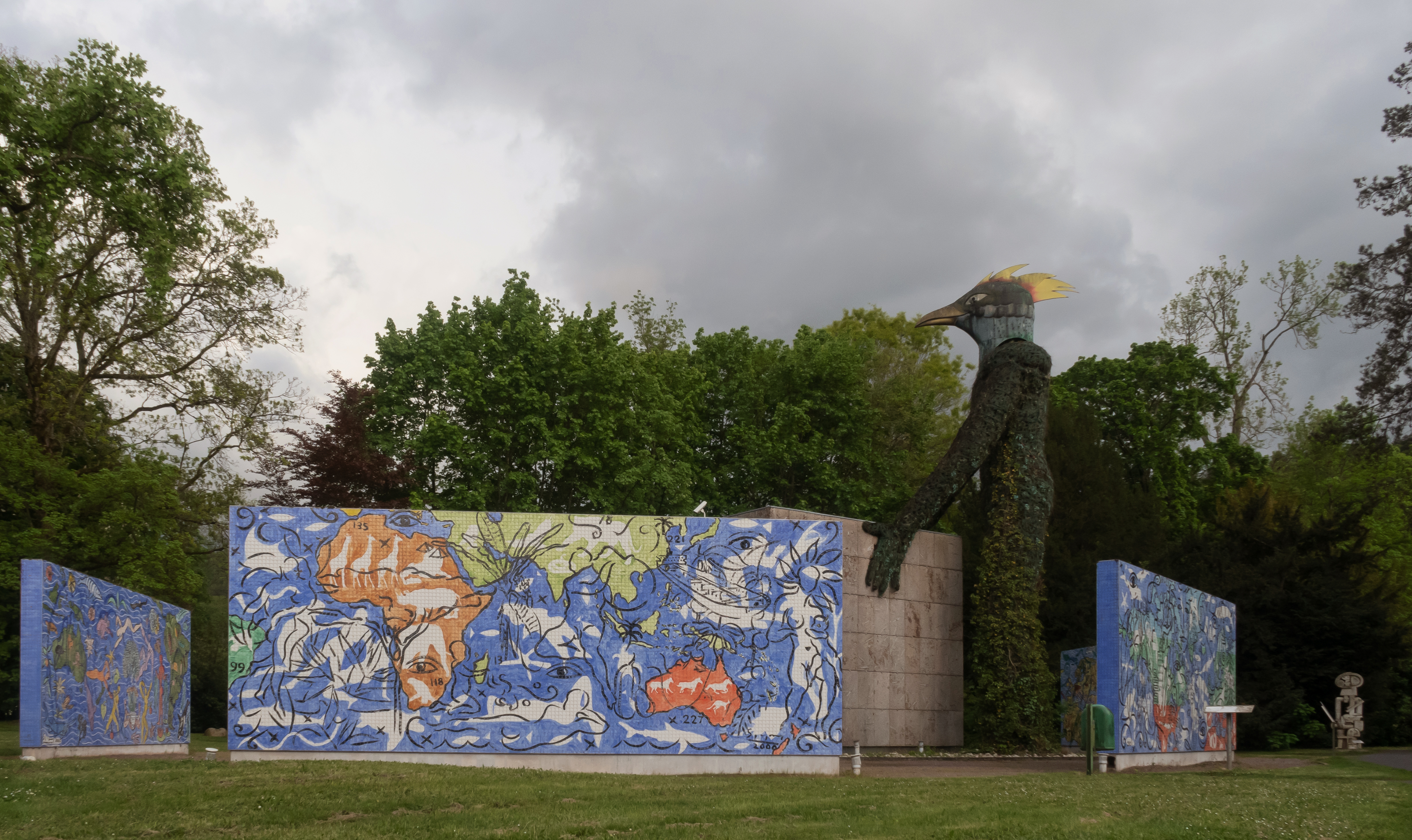
L'oeuvre d'art: Living Planet Square
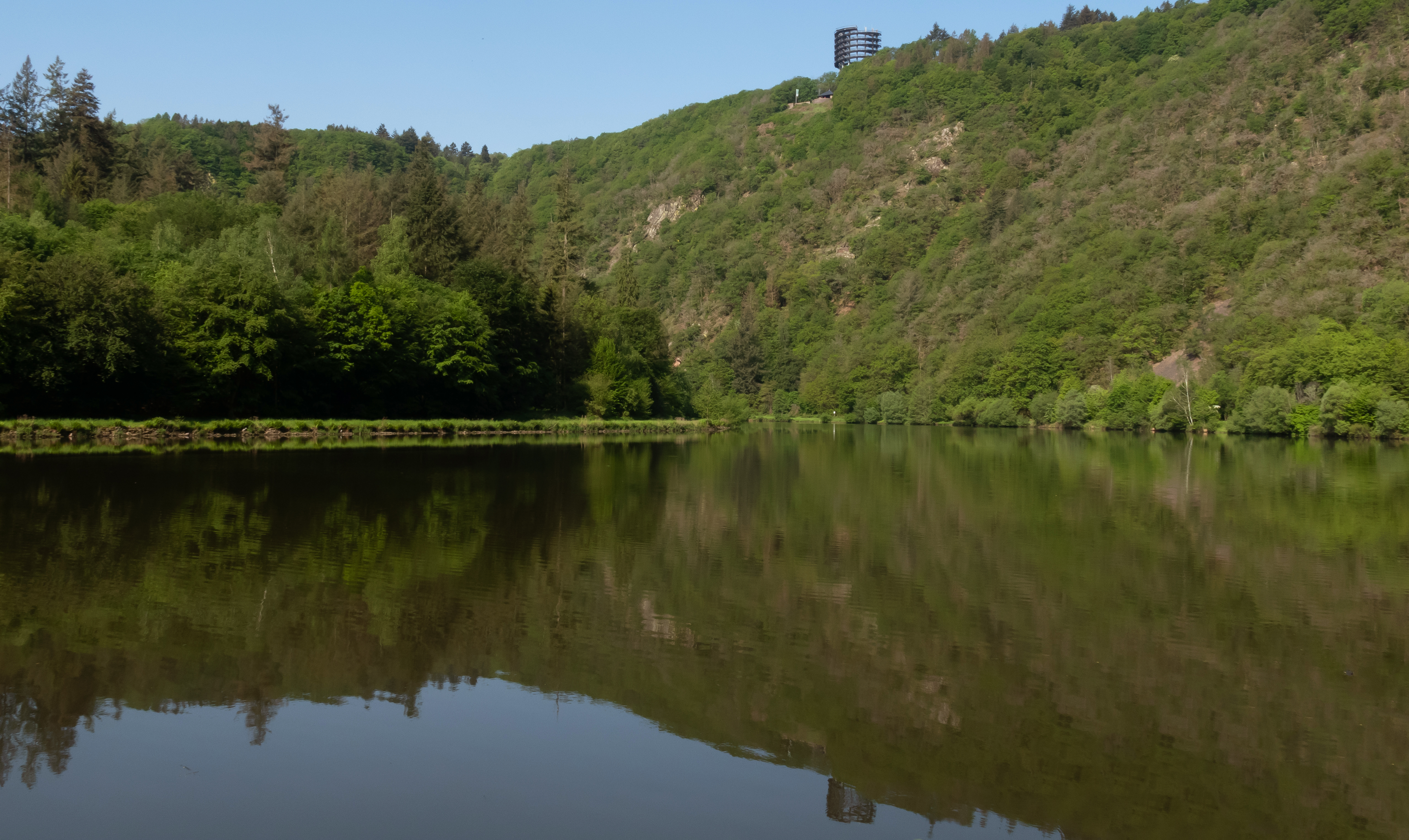
Entre Dreisbach et Mettlach, la Saarschleife

## Histoire
Mettlach, anciennement Mettloch, était un village et une abbaye dans le duché de Lorraine, rattaché au diocèse de Trèves. L'abbaye de Mettlach fut fondée dans le VIIe siècle par Lutvin, qui en fut le premier abbé.

## Administration
- 2004 - 2010 : Judith Thieser, CDU

## Jumelage
La ville de est Mettlach jumelée avec :
- Varades (France) avec Orscholz
- Weiten (Autriche) avec Weiten (Sarre)

## Lieux et monuments
- Château de Montclair

## Personnalités
- Nikola Dimitrov (1961-), peintre, né à Mettlach.